# Kevin Mitnick

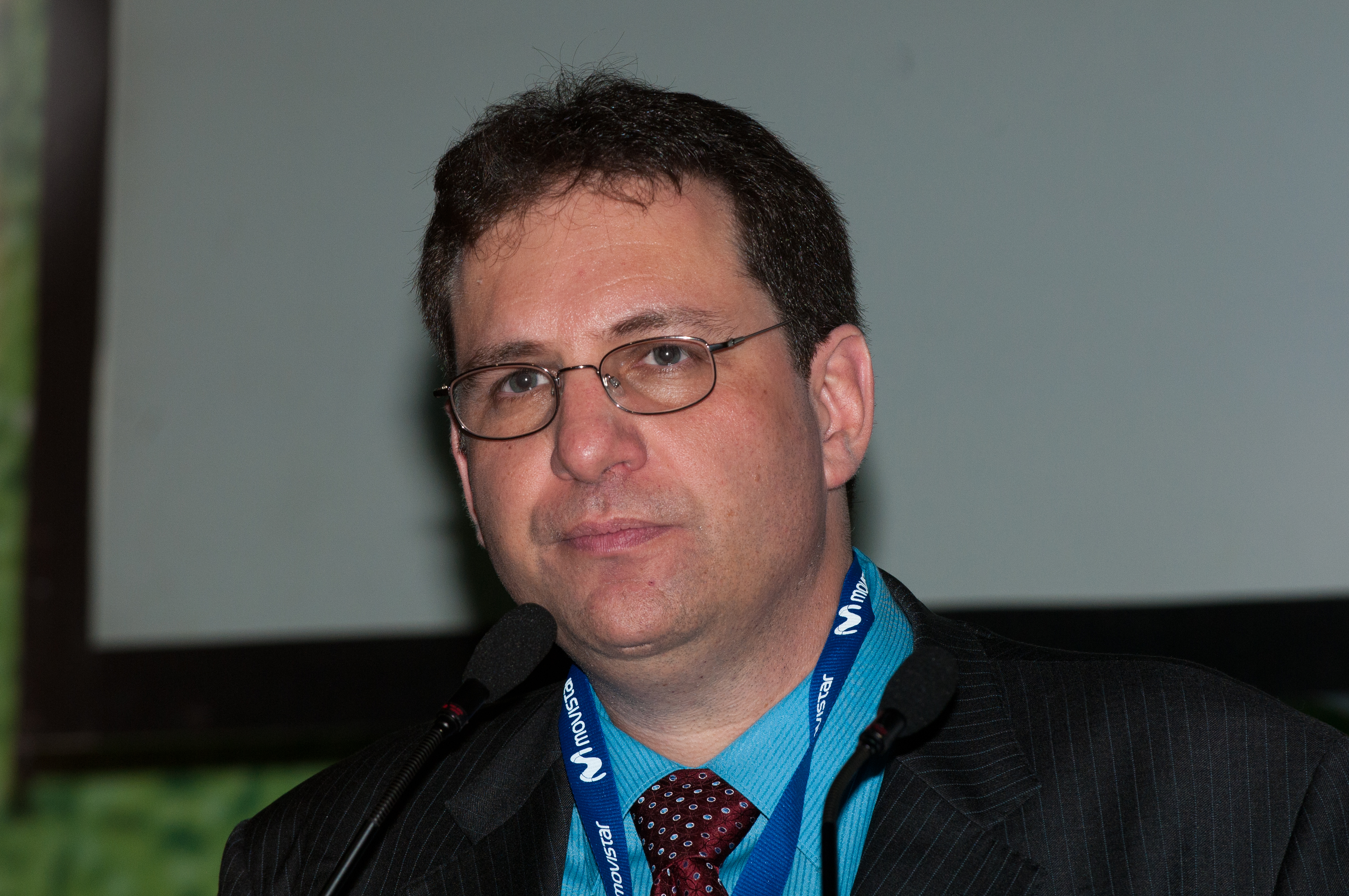
Kevin Mitnick (2010)

Kevin David Mitnick (* 6. August 1963 in Van Nuys, Kalifornien; † 16. Juli 2023 in Las Vegas, Nevada) war ein US-amerikanischer Hacker, Experte im Bereich Social Engineering und Geschäftsführer einer IT-Sicherheitsfirma.

## Leben

### Zeit als Hacker
Kevin Mitnick war unter dem Decknamen „Condor“ Mitglied der Roscoe Gang. Er soll mehr als 100-mal in das Netzwerk des Verteidigungsministeriums der Vereinigten Staaten sowie einige Male in das der NSA eingedrungen sein. Insbesondere das Eindringen in das NORAD-Netzwerk bestritt er jedoch.
Im Jahr 1988 wurde Mitnick zu zwölf Monaten Einzelhaft und einer anschließenden dreijährigen Bewährungsstrafe verurteilt. Am 15. Februar 1995 wurde er vom FBI erneut verhaftet und angeklagt, in „einige der am besten gesicherten Computersysteme“ der USA eingedrungen zu sein. Er wurde zwei Jahre ohne Gerichtsverhandlung bzw. viereinhalb Jahre ohne eine Kautionsanhörung inhaftiert. Eine weltweite Free-Kevin-Bewegung, angeführt durch das Hackermagazin 2600, setzte sich für Mitnick ein. Er wurde schließlich zu einer Gefängnisstrafe verurteilt.
Im Januar 2000 wurde Mitnick nach knapp fünf Jahren aus der Haft entlassen. Als Bewährungsauflage ordneten die Richter ein dreijähriges Benutzungsverbot von EDV-Systemen an. Die Staatsanwaltschaft bemerkte dazu, „Mitnick könnte einen Nuklearkrieg starten, indem er ins Telefon pfeift“.

### Autor und Sicherheitsberater
Nach seiner Haftentlassung betätigte Mitnick sich als Autor und Sicherheitsberater. Er veröffentlichte das Buch Die Kunst der Täuschung. Dabei geht es um die Techniken des Social Engineerings. Er beschreibt anhand von Beispielen die Techniken der Social Engineers und gibt Hilfen, wie man sein Unternehmen davor schützen kann. Im Jahr 2011 veröffentlichte er das Buch Ghost in the Wires: My Adventures as the World’s Most Wanted Hacker, in dem er seine Zeit als Hacker beschreibt. Das war ihm durch Auflagen erst sieben Jahre nach seiner Freilassung erlaubt.
Das von ihm gegründete Beratungsunternehmen Defensive Thinking unterstützt Unternehmen unter anderem durch Vorträge und Mitarbeiterschulungen beim Schutz ihrer Informationen gegen Social Engineering.

### Privates und Tod
Kevin Mitnick starb am 16. Juli 2023 im Alter von 59 Jahren an den Folgen von Bauchspeicheldrüsenkrebs. Er hinterließ seine Ehefrau, die zum Zeitpunkt seines Todes mit ihrem ersten Kind schwanger war.

## Wahrnehmung in den Medien
Der im Jahr 2000 veröffentlichte Film Takedown (auch  Hackers 2) rief den Protest vieler Hacker, eines Teils der Medien und auch von Vertrauten Mitnicks hervor.
Ein zweistündiger, im Jahr 2002 veröffentlichter Dokumentarfilm des Hackermagazins 2600 Freedom Downtime beleuchtet die Ereignisse um Mitnick aus einer wohlwollenden Perspektive. Er gewann den Audience Award for Documentaries auf dem New York International Independent Film & Video Festival 2002.
Mitnick hatte eine Rolle in dem von Rockstar Games kreierten Grand Theft Auto: San Andreas als Telefonanrufer bei einer Show, die Area 53 heißt und auf WCTR läuft. Außerdem wird seine Figur auch im 2004 erschienenen Spiel Vampire: The Masquerade – Bloodlines aufgegriffen. Im Jahr 2001 verkörperte er in der ABC-Fernsehserie Alias – Die Agentin in der fünften Folge der ersten Staffel den CIA-Computerexperten Agent Burnett. Der deutsche Filmregisseur Werner Herzog griff in seiner 2016 veröffentlichten Dokumentation Wovon träumt das Internet? Mitnicks Geschichte auf.

## Schriften
- mit William L. Simon: The Art of Deception. Controlling the Human Element of Security. Wiley, New York u. a. 2002, ISBN 0-471-23712-4.
  - deutsch: Die Kunst der Täuschung. Risikofaktor Mensch. Verlag moderne industrie Buch, Bonn 2003, ISBN 3-8266-0999-9.
- mit William L. Simon: The Art of Intrusion. The real Stories behind the Exploits of Hackers, Intruders & Deceivers. Wiley Publishing, Indianapolis 2005, ISBN 0-7645-6959-7.
  - deutsch: Die Kunst des Einbruchs. Risikofaktor IT. mitp-Verlag, Heidelberg 2006, ISBN 3-8266-1622-7.
- mit William L. Simon: Ghost in the Wires: My Adventures as the World’s Most Wanted Hacker. Little, Brown and Company, New York 2011, ISBN 978-0-316-03770-9.
  - deutsch: Das Phantom im Netz: Die Autobiographie des meistgesuchten Hackers der Welt. Riva-Verlag, München 2012, ISBN 3-86883-200-9.
- mit Robert Vamosi: The Art of Invisibility: The World’s Most Famous Hacker Teaches You How to Be Safe in the Age of Big Brother and Big Data. Little, Brown and Company, New York u. a. 2017, ISBN 978-0-316-38050-8.
  - deutsch: Die Kunst der Anonymität im Internet: So schützen Sie Ihre Identität und Ihre Daten. MITP, Frechen 2017, ISBN 978-3-95845-635-8.